# Terror folclórico

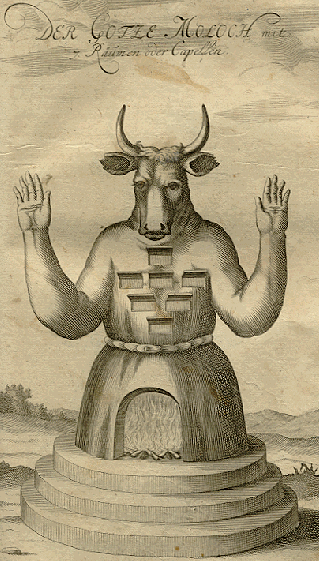
Representação do ídolo Moloch do século XVIII, associado ao sacrifício humano

Terror folclórico (em inglês: Folk horror) é um subgênero de filme de terror e ficção de terror que usa elementos do folclore para invocar medo e mau presságio. Os elementos típicos incluem um cenário rural, isolamento e temas de superstição, religião popular, paganismo, sacrifício e os aspectos sombrios da natureza. Embora relacionado ao filme de terror sobrenatural, o terror folclórico geralmente se concentra nas crenças e ações das pessoas, e não no sobrenatural, e geralmente lida com estranhos ingênuos que se deparam com elas. Os filmes britânicos Witchfinder General (1968), Blood on Satan's Claw (1971), e The Wicker Man (1973) são considerados pioneiros do gênero, enquanto os filmes The Witch (2015) e Midsommar (2019) despertaram um interesse renovado no terror folclórico. O cinema do Sudeste Asiático também costuma apresentar terror folclórico.

## Etimologia

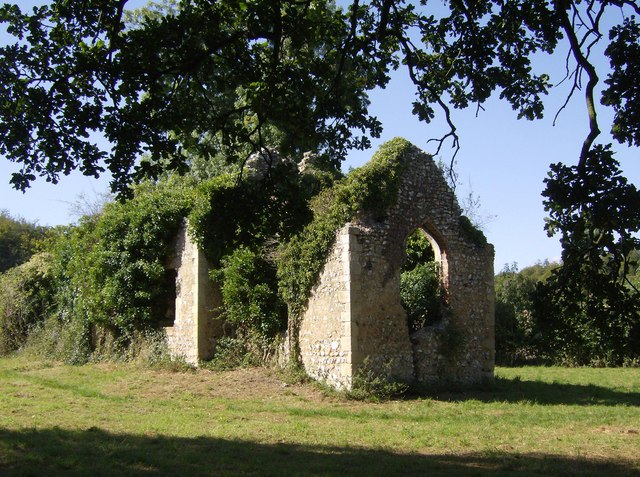
A arruinada Igreja de São Tiago em Bix Bottom, Oxfordshire foi um cenário para cenas em The Blood on Satan's Claw.

O primeiro uso conhecido do termo, embora descrevendo um artefato em vez de um gênero, foi no romance de John Fowles de 1966, The Magus, no qual uma figura africana é descrita como um terror folclórico, um pacote de bonecos de milho com tiras pretas de pano que pendia até o chão em uma série de babados contornados.
O termo folk horror foi usado em 1970 na revista de cinema Kine Weekly pelo crítico Rod Cooper, descrevendo a filmagem de The Devil's Touch; um filme que mais tarde seria renomeado como The Blood on Satan's Claw. O diretor de The Blood on Satan's Claw, Piers Haggard, adotou a frase para descrever seu filme em uma entrevista retrospectiva de 2004 para a revista Fangoria. Na entrevista, Haggard observa como seu filme contrastava com os filmes de terror góticos populares na década anterior:
Cresci em uma fazenda e é natural para mim usar o campo como símbolo ou como imagem. Como esta era uma história sobre pessoas sujeitas a superstições sobre viver na floresta, a poesia sombria disso me atraiu. Eu estava tentando fazer um filme de terror folclórico, suponho. Não é exagerado. Eu realmente não gostei do estilo exagerado da Hammer, não era para mim realmente.
O termo foi posteriormente popularizado pelo escritor e ator Mark Gatiss em sua série de documentários da BBC de 2010, A History of Horror (Episódio 2, "Home Counties Horror"), na qual ele citou três filmes britânicos—The Blood on Satan's Claw (Piers Haggard, 1971), Witchfinder General (Michael Reeves, 1968) e The Wicker Man (Robin Hardy, 1973)—como trabalhos que definem o gênero.

## Precursores
As raízes do gênero terror vêm diretamente do folclore antigo e das tradições religiosas focadas na morte, na vida após a morte, no mal, no demoníaco e no princípio da coisa incorporada na pessoa.
Durante o Renascimento, a Igreja Católica denunciou amplamente o folclore, e sua incorporação à literatura morreu à medida que a sociedade tendia ao Neoclassicismo. Duas das obras pós-renascentistas mais proeminentes para reincorporar o folclore medieval à literatura foram Macbeth e Hamlet, de Shakespeare, que foram criticados como "corruptos" pelos editores Samuel Johnson, Lewis Theobald e Sir Thomas Hanmer, 4º Baronete, cujo estilo de edição era baseado no dos humanistas renascentistas.
O primeiro movimento a reviver o folclore medieval foi a ficção gótica, com o sociólogo Robert Miles afirmando que, no século XVIII, "pela primeira vez, a nostalgia surge como um fato cultural". O movimento começou com o romance de Horace Walpole, O Castelo de Otranto, de 1764, cuja primeira edição foi publicada disfarçada de romance medieval italiano, descoberto e republicado por um tradutor fictício. Uma vez revelado como moderno, muitos o consideraram anacrônico, reacionário ou simplesmente de mau gosto, mas ele se mostrou imediatamente popular. A incorporação de elementos folclóricos sobrenaturais na ficção gótica, como fantasmas, vampiros e outros seres mortos-vivos, lançou as bases para o conceito moderno de ficção de terror. Na época, esse renascimento foi credenciado por William Hazlitt e o Marquês de Sade como derivado da derrubada de estruturas sociais arcaicas pela Era da Revolução. Entretanto, apesar da popularidade e relevância cultural do movimento, os críticos geralmente continuaram a criticar o estilo, enfatizando a influência do folclore pré-renascentista nas obras para retratar os autores como aqueles que buscavam a destruição da ordem clássica.

## Literatura
O evolucionismo cultural de E. B. Tylor e James Frazer e a hipótese do culto bruxo de Margaret Murray influenciaram uma série de escritores, que introduziram ideias de sobrevivências pagãs em sua ficção. Os influentes escritores de terror britânicos da virada do século, M. R. James, Algernon Blackwood e Arthur Machen, produziram obras seminais de terror folclórico, notadamente a coleção Ghost Stories of an Antiquary de James, a novela de Machen, The Great God Pan e a novela de Blackwood, The Wendigo.
Na revista Hellebore, Maria J. Pérez Cuervo cita Pallinghurst Barrow (1892) de Grant Allen, Witch Wood (1927) de John Buchan e Randall's Round (1929) de Eleanor Scott como os primeiros exemplos de ficção de terror folclórico. Cuervo argumenta que, seguindo a popularidade das teorias pagãs de sobrevivência, a ficção estranha e a ficção sobrenatural apresentaram as áreas rurais como "o domínio de forças irracionais que só poderiam ser apaziguadas com certos rituais", muitas vezes envolvendo sacrifício animal ou humano. Robin Redbreast (1970), produzido três anos antes de The Wicker Man, toma muitos emprestados de The Golden Bough, e o texto de Frazer é citado por um dos personagens, o Sr. Fisher, como uma fonte autorizada.
The Lottery (1948), de Shirley Jackson, foi descrito no The Irish Times como "indiscutivelmente o texto de terror folclórico norte-americano mais influente".

## Filmes
O filme de Jacques Tourneur, Night of the Demon (1957), baseado em Casting the Runes de M.R. James, foi visto pelo historiador do terror Darryl Jones como um prenúncio do gênero "terror folclórico". Night of the Demon apresenta ambientes rurais isolados e pessoas do campo que acreditam no sobrenatural.
Adam Scovell, escrevendo para o British Film Institute, descreve três filmes do final dos anos 1960 e início dos anos 1970 como a "Trindade Profana" do Folk Horror: o já mencionado Blood on Satan's Claw, Witchfinder General e The Wicker Man. Ele diz que eles subvertem as expectativas, tendo pouco em comum, exceto seu tom niilista e cenário rural, observando sua "ênfase na paisagem que posteriormente isola suas comunidades e indivíduos". Ele sugere que a ascensão do gênero nessa época foi inspirada pela contracultura dos anos 1960 e pelos movimentos da Nova Era. Scovell também cita um exemplo antigo, o filme de terror finlandês de 1952 The White Reindeer, no qual uma noiva solitária é transformada em uma rena vampírica, uma ideia derivada da mitologia finlandesa e do xamanismo Sámi.
Matthew Sweet, em seu documentário no Archive on 4, Black Aquarius, observa que o movimento de contracultura do final dos anos 1960 levou ao que ele chama de "segunda grande onda de ocultismo pop" que permeou a cultura popular, com muitos trabalhos de cinema e televisão contendo elementos do folclore ou rituais de ocultismo.
Enquanto a Trindade Profana tem um sabor britânico muito distinto, Kier-La Janisse argumenta em seu documentário Woodlands Dark and Days Bewitched: A History of Folk Horror que o gênero, tem manifestações culturalmente específicas no terror americano, asiático, australiano e europeu. Exemplos de filmes de "terror folclórico" dos Estados Unidos incluem Crowhaven Farm (1970), The Dark Secret of Harvest Home (1978) (uma adaptação do romance de 1973 de Thomas Tryon), e Children of the Corn (1984) (uma adaptação do conto de 1976 de Stephen King), The Blair Witch Project (1999), e o docudrama Wisconsin Death Trip (1999).
Os filmes de Ben Wheatley foram vistos como filmes notáveis de um renascimento do terror folclórico moderno, particularmente Kill List (2011), Sightseers (2012), A Field in England (2013) e In the Earth (2021).
Um dos filmes de terror folclórico mais aclamados pela crítica vindos do Sul da Ásia é o filme Tumbbad (2018). Outros filmes sul-asiáticos que incorporaram o folclore em suas tramas incluem filmes do Maddock Horror Comedy Universe, particularmente Stree (2018), Stree 2 (2024) e Munjya (2024).
Outros filmes mais recentes do gênero incluem The Witch (2015), Without Name (2016), Apostle (2018), Gwen (2018), Midsommar (2019), The Feast (2021), Lamb (2021), She Will (2021), Moloch (2022) Men (2022) e Enys Men (2022), e You Won't Be Alone (2022).

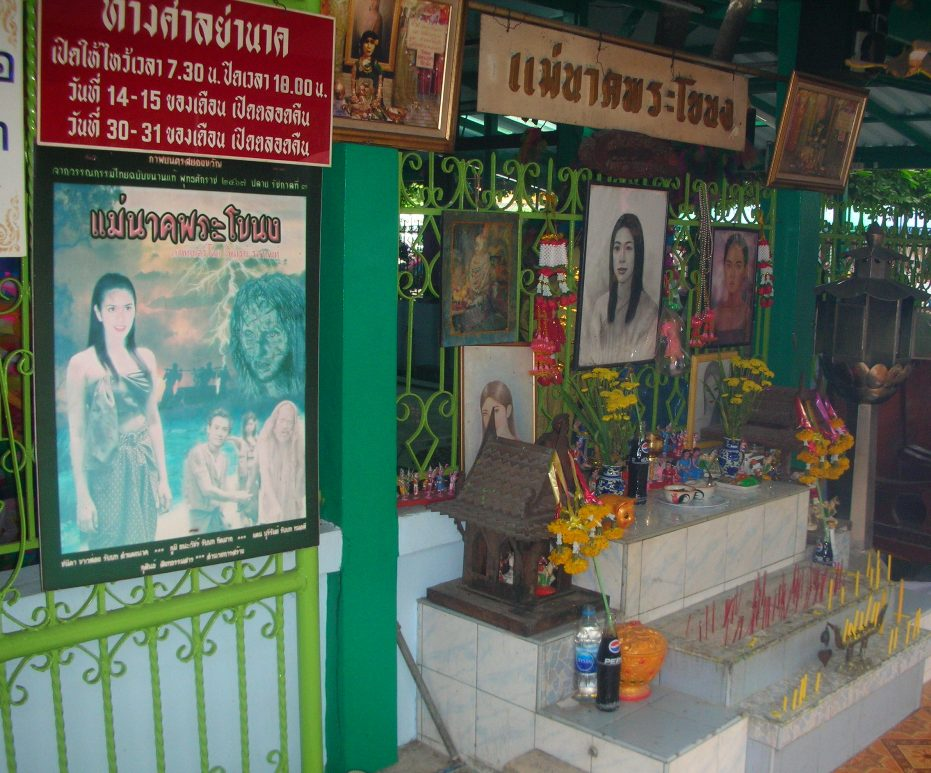
Um santuário para Mae Nak Phra Khanong em Bangkok, um fantasma do folclore tailandês que inspirou vários filmes de terror tailandeses.

Filmes de terror da região do Sudeste Asiático frequentemente se baseiam em crenças folclóricas locais, incluindo as culturas indonésia, tailandesa, malaia e dayak. Em uma revisão de The Medium, que se inspira no folclore tailandês, Kong Rithdee escreveu no The Bangkok Post: "Os críticos internacionais não hesitarão em rotular o The Medium como o exemplo mais recente de "horror folclórico"—pense em The Witch ou Midsommar de Ari Aster. Mas o horror do Sudeste Asiático sempre foi o terror folclórico. É o nosso modo padrão, nosso modus operandi, é com o que o público nesta parte do mundo cresceu—pense em Nang Nak ou Pontianak como exemplos clássicos, ou mais recentemente, Satan Slaves de Joko Anwar, Munafik de Syamsul Yusof e Roh de Emir Ezwan." Os filmes de terror indonésios apresentam o folclore local há muitas décadas, incluindo Satan's Slave (1980) e Mystics in Bali (1981); na década de 2010, The Queen of Black Magic e Impetigore também atraíram a atenção internacional.

## Televisão
Assim como o cinema, o paganismo rural formou a base de várias peças da televisão britânica na década de 1970; exemplos da vertente Play for Today da BBC incluem Robin Redbreast (1970) e A Photograph (1977) de John Bowen, Penda's Fen (1974) de David Rudkin e Red Shift (1978) de Alan Garner, juntamente com entradas na série de antologia Dead of Night de 1972, como The Exorcism. Adaptações das histórias de fantasmas do antiquário de M. R. James, que derivam seu horror de objetos amaldiçoados, superstição medieval, práticas ocultas e julgamentos de bruxas, também forneceram um fluxo regular de horror folclórico; de Whistle and I'll Come to You, de Jonathan Miller (BBC, 1968) e A Ghost Story for Christmas, de Lawrence Gordon Clark, para a BBC (1971–1978). A ITV, por sua vez, produziu a adaptação de Alan Garner, The Owl Service (1969), Beasts (1976) e o drama da HTV Children of the Stones (1977), que compartilham um tema do folclore antigo que se infiltra no mundo moderno.
Matthew Sweet observa que elementos ocultos e pagãos apareceram até mesmo em programas infantis e episódios de Doctor Who dos anos 1970. O comediante Stewart Lee, em sua retrospectiva de The Children of the Stones ("um conto de arqueologia, ritual oculto e motos Chopper") identifica essa série como parte de uma "recessão coletiva dos anos sessenta", que inclui as obras de gênero The Owl Service, Timeslip (1970), The Tomorrow People (1973), The Changes (1975) e Raven (1977).
O episódio 'The Beast' da série de televisão britânica Westcountry Tales de 1982 também tem um forte elemento de terror folclórico, com uma estranha criatura aterrorizando uma fazenda na Cornualha.
De 1984 a 1986, a ITV produziu a série de aventuras de influência pagã, Robin of Sherwood. Esta foi uma releitura da lenda de Robin Hood, que às vezes apresentava elementos sobrenaturais perturbadores extraídos do folclore britânico.
A série de comédia de terror da BBC, The League of Gentlemen (1999–2017) fez referência e homenageou várias obras de terror folk em seus episódios, incluindo The Wicker Man e Beasts.
Elementos de terror folclórico às vezes aparecem em produções de televisão americanas. Por exemplo, o episódio "Home" de The X-Files (1996) foi descrito pelo escritor Matt Berger como um exemplo de terror folclórico americano.
Na década de 2020, séries de televisão como The Third Day e The Red King continuaram a tradição do terror folclórico.

## Jogos eletrônicos
Darkwood é um jogo de terror de sobrevivência de 2017 da Acid Wizard Studios que fez uso extensivo de imagens e temas de terror folclórico, notadamente o isolacionismo rural, combinando-os com elementos de body horror.
Mundaun é um jogo eletrônico de terror folclórico em primeira pessoa de 2021 do desenvolvedor suíço Hidden Fields. A atmosfera e as imagens foram comparadas aos filmes de terror folclórico de Ben Wheatley e Robert Eggers.
The Excavation of Hob's Barrow é um jogo de aventura de apontar e clicar de terror folclórico desenvolvido pela Cloak and Dagger Games e publicado pela Wadjet Eye Games em 2022. Os jogadores assumem o papel de um antiquário que está tentando escavar um misterioso túmulo na zona rural do norte da Inglaterra durante o final da era vitoriana.